# Московська рок-лабораторія
Московська рок-лабораторія (1986—1992) — суспільна організація, у 1980-х роках яка контролювала діяльність московських рокерів.

## Історія
Щоб контролювати спонтанную концертну діяльність, у Москві 23 жовтня 1985 року, за указом першого секретаря МГК КПСС Віктора Гришина при Єдиному науково-методичному центрі Головного управління культури Виконкому Моссовета була організована рок-лабораторія. Першим директором став Булат Турсунович Мусурманкулов, пізніше його змінила Ольга Миколаївна Опрятна. Московська рок-лабораторія поєднала майже всі на той час існуючі  московські і подмосковні команди т. н. «золотого підпілля 80-х»:
- - «Чёрный обелиск»,
  - «Алиби»,
  - «Альянс»,
  - «Амнистия»,
  - «Бахыт-Компот[ru]»,
  - «Биоконструктор[ru]»,
  - «Женская Болезнь»,
  - «Браво» (до 1986 року),
  - «Бригада С[ru]» (до 1987 року),
  - «Ва-банкъ[ru]»,
  - «Вежливый отказ[ru]»,
  - «Встреча на Эльбе»,
  - «Дед Мороз» (до 1987 року),
  - «Диана»,
  - «Доктор»,
  - «Звуки Му»,
  - Желанна Інна Юріївна і гурт «М-Депо»,
  - «Институт косметики[ru]»,
  - «Кабинет[ru]»,
  - «Коррозия металла»,
  - «Крематорий»,
  - «Легион[ru]»,
  - «Манго-Манго»,
  - «Мафия»,
  - «Матросская тишина[ru]»,
  - «Метро»,
  - дует «Прощай, молодость!»,
  - «Монгол Шуудан[ru]»,
  - «НАИВ[ru]»,
  - «Небо и Земля[ru]»,
  - «Николай Коперник[ru]»,
  - «Ногу свело!»,
  - «Ночная трость[ru]»,
  - «Ночной проспект[ru]»,
  - «Нюанс[ru]»,
  - «Пари»,
  - «Пого[en]»,
  - «Порт-Артур»,
  - «Разбуди меня в полночь»,
  - «Рукастый_перец»,
  - «Т-34»,
  - «Тупые[ru]»,
  - «Тяжёлый день[ru]»,
  - «Удафф»,
  - «Центр[ru]» (до 1987 року),
  - «Четыре таракана»,
  - «Чудо-юдо[ru]»,
  - «Шах[ru]» (до 1987 року),
  - «Э.С.Т.[ru]» та ін.